# Daniels & Fisher Tower

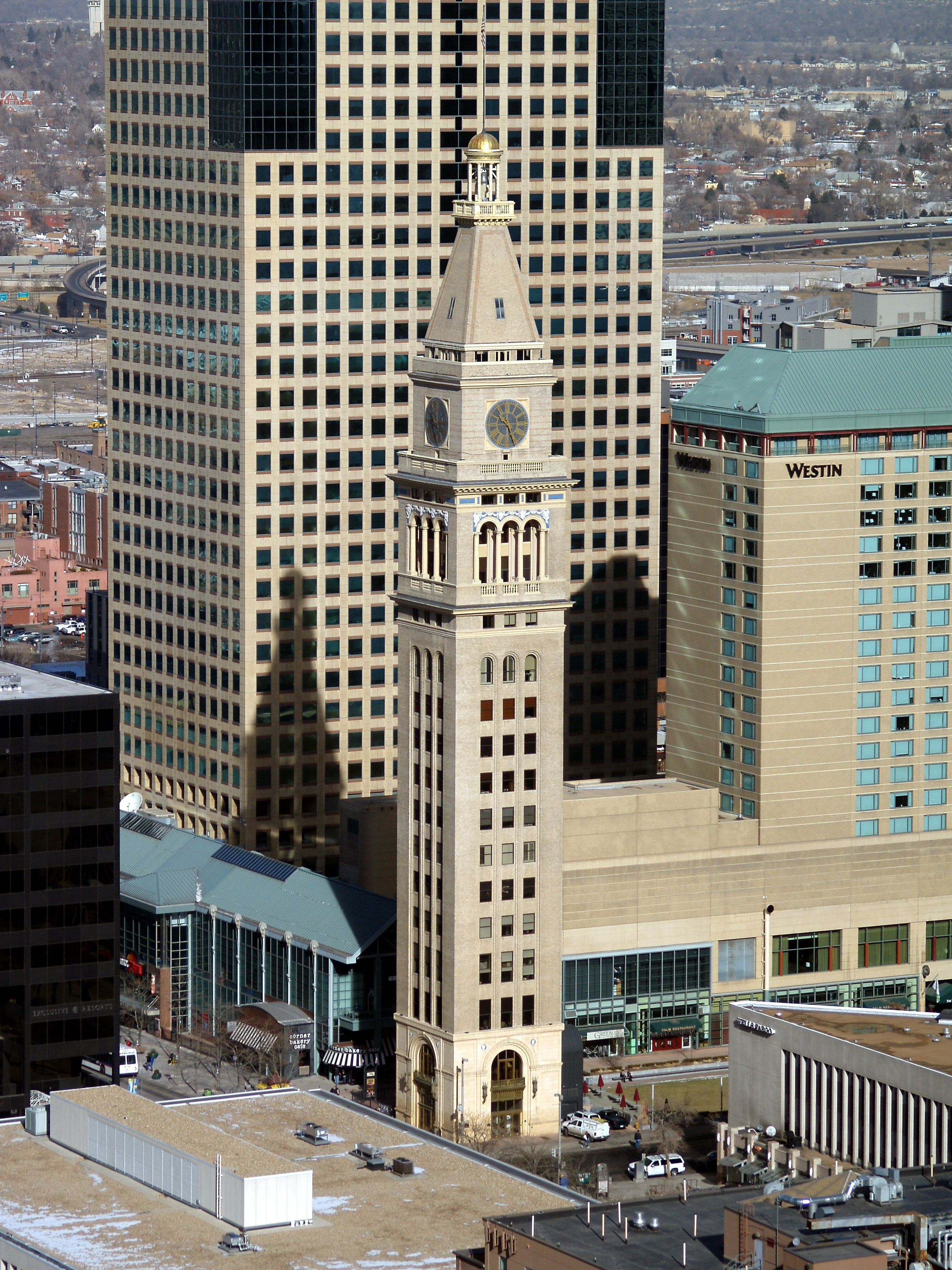
A Daniels & Fisher Tower

A Daniels & Fisher Tower (D&F Tower) jellegzetes iránypontja Denvernek (Colorado). A 16th St. és a Arapahoe St. sarkán elhelyezkedő épület 1910-ben épült - egy év alatt - a Daniels & Fisher áruház részeként. Frederic Sterner építész tervezte a 20 emeletes tornyot a St Mark's Campanile és a Piazza San Marco mintájára. Itáliai reneszánsz stílusban, kőből, téglából és terra cottából. 325 láb (99,06méter) magasságával nemcsak ez volt az első felhőkarcoló Denverben, de ez volt a legmagasabb épület a Missisippitől nyugatra. Antenna magassága 393 láb. Az áruház 1912-ben nyitotta meg kapuit és az 50-es évekig virágzott, végül az 1960-as években lebontották az áruházat, de a tornyot nagy erőfeszítések árán megmentették, és 1969-ben bekerült a Nemzeti Történelmi Helyek Nyilvántartásába (National Register of Historic Places). Az 1980-as évekbeli renoválást követően, jelenleg néhány nagy vállalatnak ad otthont a torony és az alagsorban a Lannie's Clocktower Cabaret, Lannie Garrett társulata szórakoztatja a közönséget. 
A harangtoronyhoz 50 láb magas (eredeti) csigalépcsőn jutunk fel. A felső két szint rejti a 2 ½ tonnás harangot. A torony mind a négy oldalán 15 láb átmérőjű órák helyezkednek el. Nagymutatója 6 láb hosszú. Az ország egyik legnagyobb óramechanizmusát a Sets Thomas Clock szerelte és üzemelte be, 1910-ben. A mára már villamosított órák mutatják az időt és az irányt éjjel-nappal az arrajáróknak.